# Rozływ (obwód chersoński)
Rozływ (ukr. Розлив) – przysiółek na południu Ukrainy, w obwodzie chersońskim, w rejonie biłozerskim. Miejscowość liczy 314 mieszkańców.